# ديماك
ديماك هي بلدة في جاوة الوسطى بإندونيسيا. إنها عاصمة منطقة ديماك وموقع سلطنة ديماك السابقة، لفترة وجيزة أقوى قوة في جزيرة جاوة. تبلغ مساحة البلدة 61.13 كم 2، ويبلغ عدد سكانها 110165 نسمة في تعداد 2020. 

## مناخ
تتمتع ديماك بمناخ موسمي استوائي (Am) مع هطول أمطار معتدلة إلى قليلة من مايو إلى أكتوبر وهطول الأمطار الغزيرة إلى الغزيرة جدًا من نوفمبر إلى أبريل.
| البيانات المناخية لـ{{{location}}} | البيانات المناخية لـ{{{location}}} | البيانات المناخية لـ{{{location}}} | البيانات المناخية لـ{{{location}}} | البيانات المناخية لـ{{{location}}} | البيانات المناخية لـ{{{location}}} | البيانات المناخية لـ{{{location}}} | البيانات المناخية لـ{{{location}}} | البيانات المناخية لـ{{{location}}} | البيانات المناخية لـ{{{location}}} | البيانات المناخية لـ{{{location}}} | البيانات المناخية لـ{{{location}}} | البيانات المناخية لـ{{{location}}} | البيانات المناخية لـ{{{location}}} |
| الشهر                              | يناير                              | فبراير                             | مارس                               | أبريل                              | مايو                               | يونيو                              | يوليو                              | أغسطس                              | سبتمبر                             | أكتوبر                             | نوفمبر                             | ديسمبر                             | المعدل السنوي                      |
| ---------------------------------- | ---------------------------------- | ---------------------------------- | ---------------------------------- | ---------------------------------- | ---------------------------------- | ---------------------------------- | ---------------------------------- | ---------------------------------- | ---------------------------------- | ---------------------------------- | ---------------------------------- | ---------------------------------- | ---------------------------------- |
| [بحاجة لمصدر]                      |                                    |                                    |                                    |                                    |                                    |                                    |                                    |                                    |                                    |                                    |                                    |                                    |                                    |